# Dieter Sturhan
Dieter Sturhan est un zoologiste allemand, né le 30 septembre 1936 à Meerbeck, en Basse-Saxe et mort le 29 novembre 2017 à Münster.

## Biographie
Il est le fils d’Eugen et d’Else née Glauert. Il étudie la zoologie, la botanique et la géographie dans les l’universités de Kiel, Munich et Erlangen. Il obtient un doctorat en 1962 où il s’intéresse aux nématodes de la pomme de terre. Il rejoint alors l’Institut de nématodologie de Münster. Il effectue de nombreuses missions à l’étranger (États-Unis, Israël, Égypte, Nouvelle-Zélande, Russie, Estonie, etc.). Sturhan joue un rôle important dans la communauté des nématodologistes que ce soit au sein des sociétés savantes ou des journaux scientifiques.
Sturhan consacre ses recherches sur la taxinomie, l’écologie et la distribution des nématodes et signe plus de 200 publications scientifiques. Il fonde et dirige la collection de référence allemande en matière de nématodes. Il prend sa retraite en 2001 tout en continuant à travailler sur ce groupe.

## Mycologie
Il est coauteur d'au moins un taxon de Fungi, Hirsutella heteroderae Sturhan & R.Schneid., découvert sur une larve du nématode Heterodera humuli Filipjev.

## Sources
- Biographie du site Nempalex (en anglais)
- Allen G. Debus (dir.) (1968). World Who’s Who in Science. A Biographical Dictionary of Notable Scientists from Antiquity to the Present. Marquis-Who’s Who (Chicago) : xvi + 1855 p.